# Johan Kvandal
Johan Kvandal (Oslo, 8 september 1919 – aldaar 16 februari 1999) was een Noorse componist. Hij raakte nauwelijks bekend buiten de landsgrenzen.
Johan Kvandal was de zoon van componist David Monrad Johansen. Kvandal is een landstreek binnen Vefsn, de gemeente waar de familie vandaan komt. Hij kwam op jeugdige leeftijd al in aanraking met schrijvers als Arne Garborg en Ivar Mortensson. Hij studeerde  compositie en theorie bij Per Steenberg, Arild Sandvold en Geirr Tveitt (1937-1942). Hij zette zijn studie later voort bij Lars Erik Larsson in Stockholm, Joseph Marx in Wenen (1942-1944) en Nadia Boulanger in Parijs. Hij studeerde af als dirigent (1947) en organist (1951) aan het Conservatorium van Oslo.

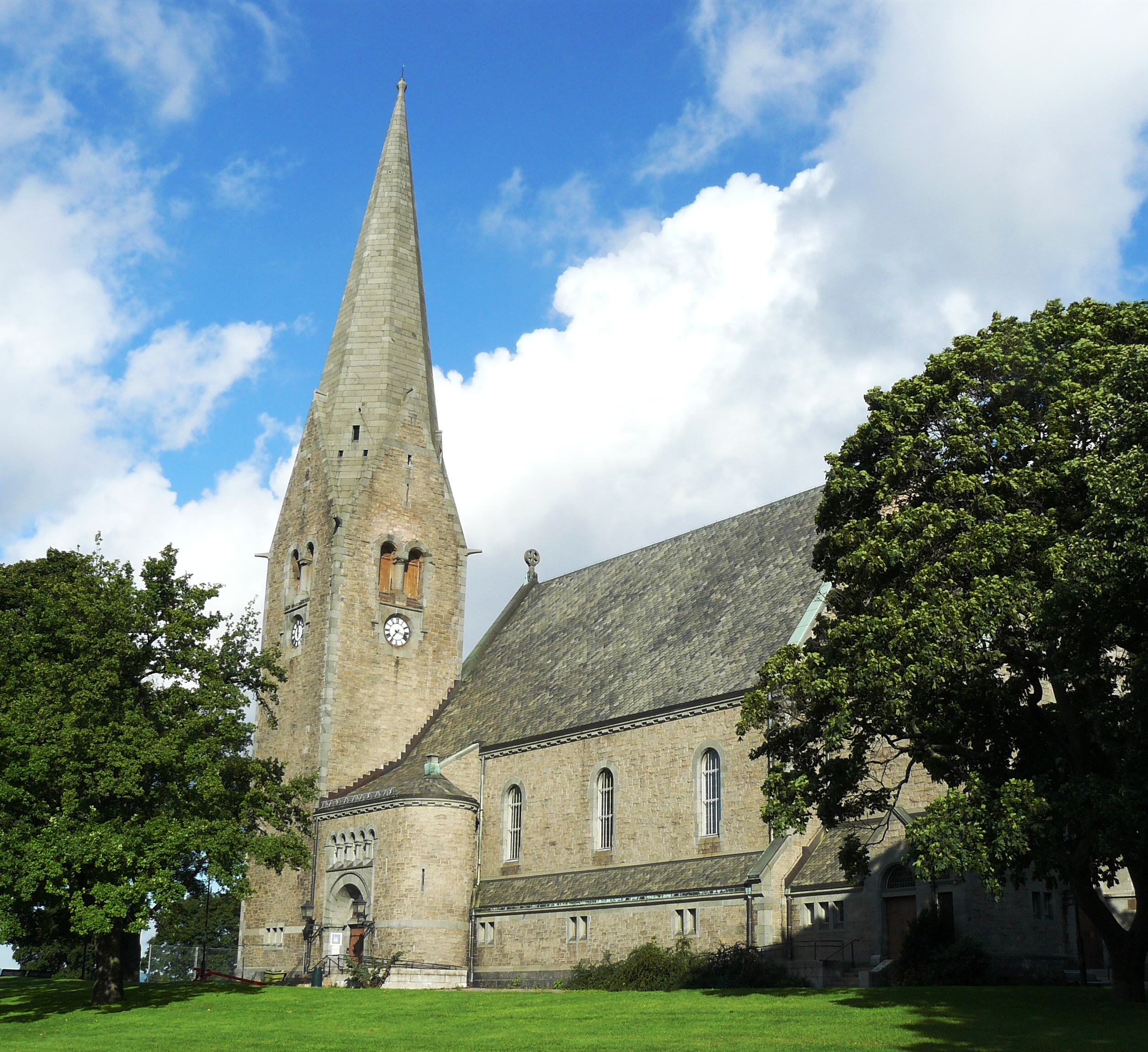
Vålerenga kirke

In Kvandals vroege werken Vijf kleine stukken voor piano en Zeven liederen zijn nog invloeden waarneembaar van de Noorse nationale romantiek in de jaren twintig en dertig. Hij combineerde toen ook, in navolging van componisten als Edvard Grieg, klassieke muziek met Noorse volksmuziek. De Sonatine voor piano en de Noorse Ouverture zijn daarvan voorbeelden. Na zijn verblijf in Parijs van 1952 tot 1954 wijzigde hij zijn stijl van componeren. Hij had kennis gemaakt met de moderne muziek van bijvoorbeeld Béla Bartók, Igor Stravinsky en Olivier Messiaen. Het stadse leven in Parijs had ook invloed op hem. Hij bleef echter de tonaliteit trouw.
Zijn populariteit steeg (binnen Noorwegen) tot grote hoogte gedurende de jaren negentig. Hij kreeg volop opdrachten voor composities. Een van die opdrachten betrof een opera Mysterier naar de gelijknamige roman van Knut Hamsun, die een tiental uitvoeringen kreeg. Dat hij buiten Noorwegen nauwelijks bekend werd, schreven muziekcritici veelal toe aan zijn behoudende stijl van componeren.
In het oeuvre van Johan Kvandal zijn werken in allerlei genres te vinden. Hij schreef maar één symfonie en dus één opera. Zijn laatste gepubliceerde werk is een pianoconcert.
Naast componist was Kvandal organist van de Vålerengen-kerk en muziekcriticus bij Aftenposten.
De muziek van Kvandal is te beluisteren op allerlei compact discs, voornamelijk op kleine Noorse platenlabels. Daarbij is de muziek totaal versnipperd op twee centrale uitgaven na. Een opname met drie orkestwerken werd uitgegeven via Hemere, andere muziek via Aurora, labels zijn broertjes/zusjes van elkaar. De opnamen van het album voor Hemera kwamen niet zonder slag of stoot. De Noorse orkesten wilden er wel aan meewerken, maar vroegen te veel geld (in de ogen van de componist). Toen Kvandals opera Mysterien succes had, zag Kvadal zijn kans. Hij schakelde een bevriende violist in, die op zijn beurt wees op Klassika, een (toen) net opgericht orkest. Zij verzorgde dan ook de opnamen. De componist was er blij mee, want hij voelde zich wat geschoffeerd door de Noorse Kunstraad, die hem altijd links had laten liggen. De Hemera-uitgaven verschenen onder toezicht van de Componistenbond.
- Bibsys: 90400522
- Bibliothèque nationale de France: cb139655317 (data)
- CiNii: DA11729935
- Gemeinsame Normdatei: 119073935
- International Standard Name Identifier: 0000 0001 0957 0788
- Library of Congress Control Number: n79089430
- MusicBrainz: 48413a56-9288-498f-a88b-575333f75192
- Nationale bibliotheek van Australië: 35808303
- Nationale Bibliotheek van Israël: 987007345543405171
- Nederlandse Thesaurus van Auteursnamen: 141139110
- Istituto Centrale per il Catalogo Unico: DDSV245769
- LIBRIS: 209960
- Système universitaire de documentation: 118937545
- Virtual International Authority File: 17645971
- WorldCat: E39PBJmP3vf8bb7Gq9DKft9dQq